# Atestado de óbito

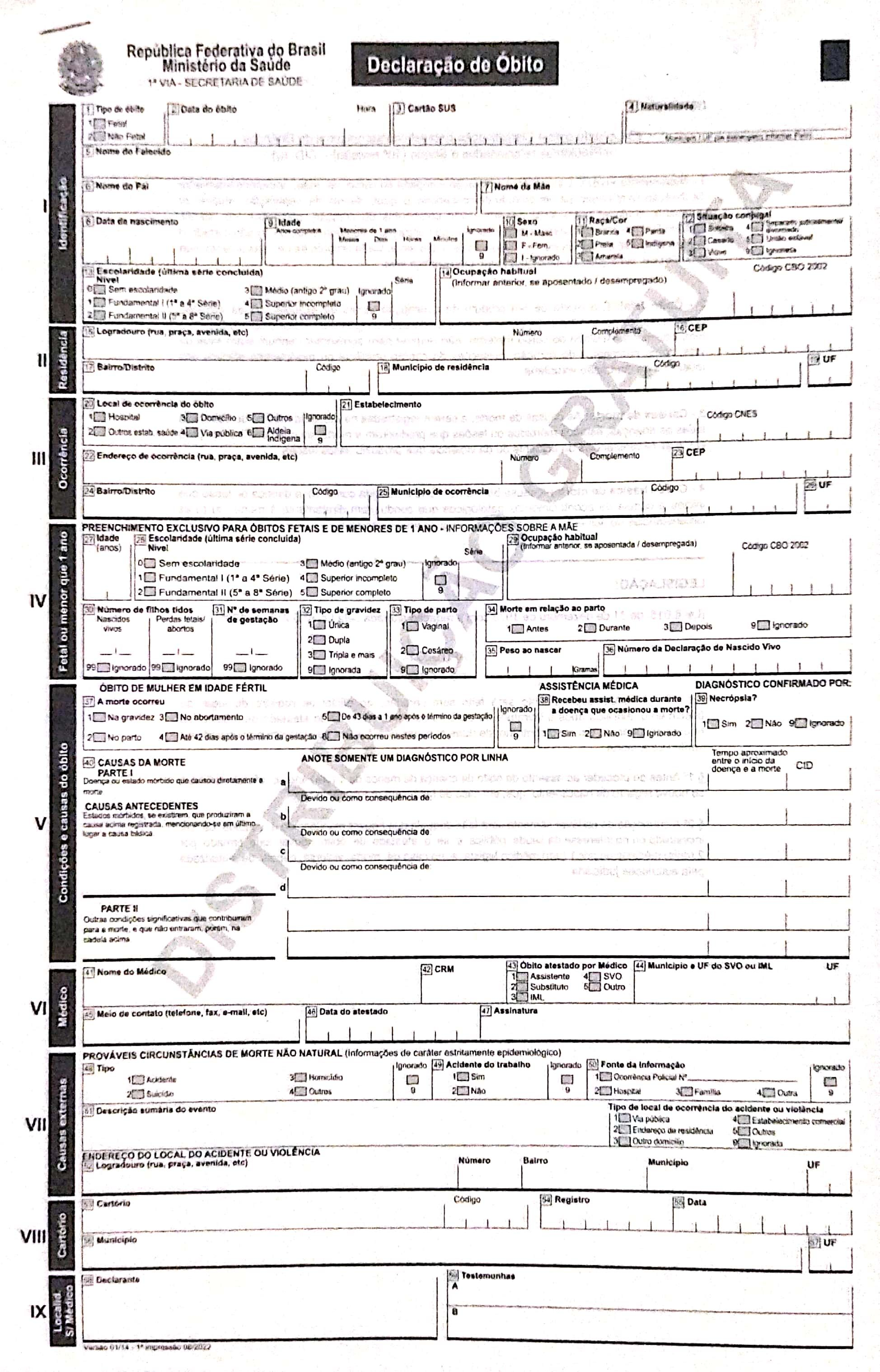
Documento de declaração de óbito no Brasil sem preenchimento

Atestado de óbito ou declaração de óbito é o documento médico que declara o término da vida de um indivíduo, apontando também as causas que ocasionaram a morte.
Segundo a Lei brasileira, em locais onde não haja o profissional, a morte será atestada com a declaração de duas testemunhas que tenham presenciado ou verificado o óbito (Silveira, M. H. & Laurenti R.), conforme a Lei dos Registros Públicos.
Também é frequente que se chame, erroneamente, atestado de óbito à certidão de óbito. Contudo, declaração de óbito e certidão de óbito são coisas diferentes. A certidão de óbito é um documento emitido por um cartório de Registro Civil a partir de um assento lavrado em um livro de registro sem o qual não ocorre o sepultamento.
Uma certidão de óbito pode ser emitida a qualquer tempo e indefinidas vezes, enquanto um atestado de óbito é um documento único, não sujeito à lavratura de registro e, portanto, não reproduzível. É viável também a emissão da certidão de óbito pela internet tendo que encarar um preço mais alto e um certo período para entrega.